# Onbemand luchtvaartuig

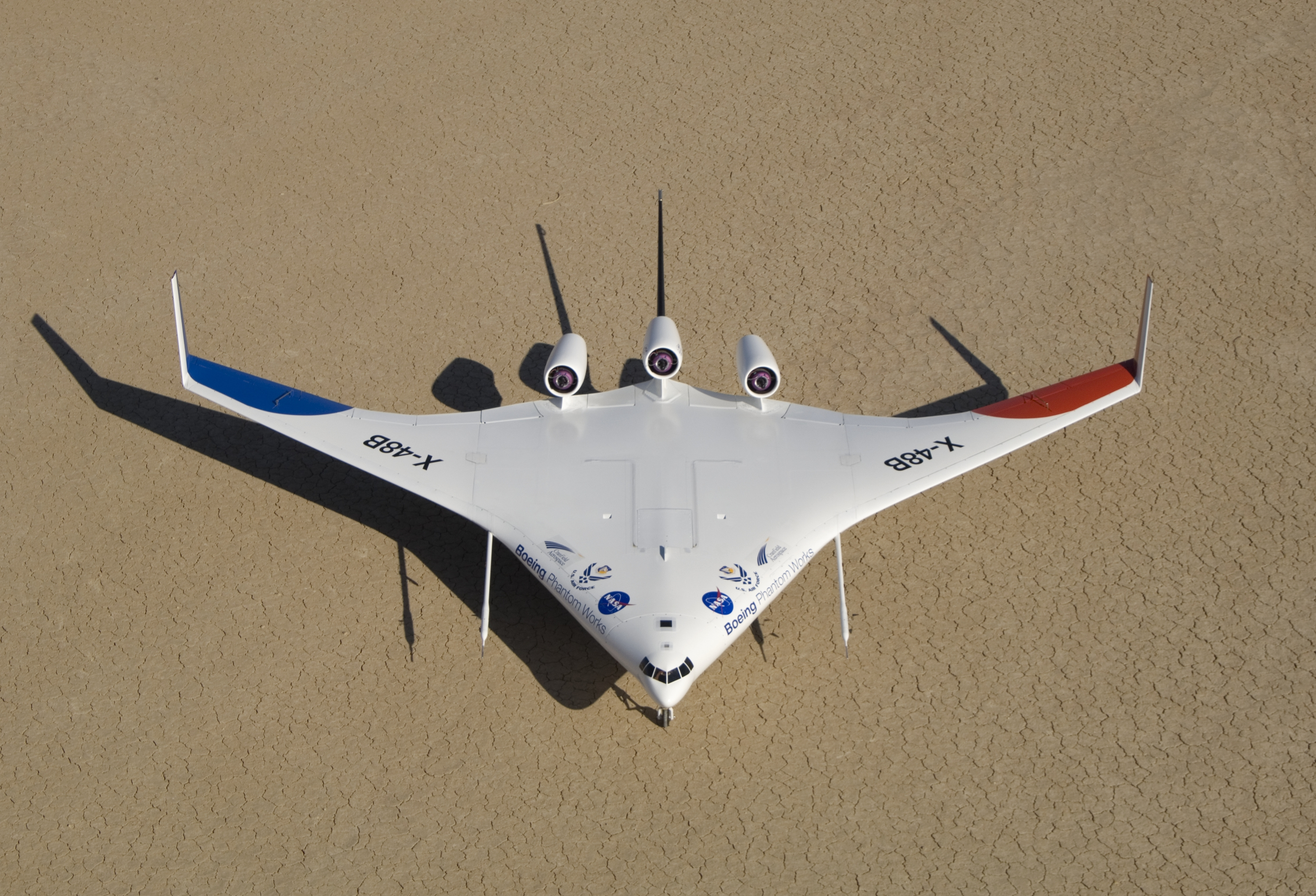
Schaalmodel van de Boeing X-48B, een experimenteel vliegtuig ontwikkeld door Boeing en NASA, Rogers Dry Lake, NASA Dryden.

Een onbemand luchtvaartuig, sonde of drone is een luchtvaartuig zonder piloot aan boord. Het toestel wordt op afstand bestuurd, waarbij het luchtvaartuig binnen of buiten het gezichtsveld van de piloot kan vliegen. Er zijn ook (semi-)autonome professionele systemen waarbij vliegtuigen vanaf elke plek op aarde bestuurd kunnen worden.
Sinds 31 december 2020 is Europese wetgeving actief: uitvoeringsverordeningen EU 2019 945 en EU 2019 947, op basis van de algemene luchtvaartverordening (EU) 2018/1139. Dit betekent dat er uniforme regels bestaan voor het gebruik en op de markt brengen van nieuwe onbemande luchtvaartuigen in lidstaten die zijn aangesloten bij European Aviation Safety Agency (EASA), het Europees Agentschap voor de veiligheid van de luchtvaart. De Europese regels worden per land aangevuld met nationale wet- en regelgeving. Dit leidt in de praktijk tot verschillen tussen landen ten aanzien van onder andere de toegestane leeftijd om zelfstandig te mogen vliegen, geografische zones (no-fly zones) en beperkingen rondom (gecontroleerde) vliegvelden, wegen, infrastructuur en bebouwde omgeving.
In Nederland en andere EU-landen geldt standaard een maximum van 120 meter hoogte van de modelvlieger met de radiobesturing. Er moet binnen het gezichtsveld gevlogen worden, waarbij het overvliegen van niet-betrokken personen vermeden dient te worden. Bij een gewicht vanaf 250 gram is het bezit van een officieel (theorie)basiscertificaat verplicht. Ook is er een aanvullend certificaat voor drones tussen de 500 gram en 2 kilo. Certificaten worden uitgegeven door de overheid en in alle EASA-lidstaten officieel erkend.

## Naamgeving
Er bestaan verschillende Engelse namen of afkortingen waaronder een dergelijk toestel bekend is: Unmanned Aerial Vehicle (UAV) of Remotely Piloted Aircraft System (RPAS), Micro Air vehicle (MAV), Autonomous Aerial Robotics (AAR), Small Unmanned Aircraft System (SUAS), microcopter, mini UAV of small UAV, rotor-UAV of RUAV, quadcopter, hexacopter, octocopter en tricopter.
In Europa wordt, binnen EASA-verband, de afkorting UAS gebruikt: Unmanned Aircraft System.
De benaming drone wordt al vele tientallen jaren gebruikt als militaire luchtvaartterm voor een onbemand vliegtuig dat dient als vliegend doel om te worden uitgeschakeld bij oefeningen. Het zijn vaak aangepaste voorheen bemande uitgefaseerde straaljagers zoals de F-4 Phantom.

### Onbemande watervaartuigen
Hoewel het woord drone oorspronkelijk voor vliegende apparaten gebruikt werd, is het gebruikelijk om ook onbemande vaartuigen die op of onder water ingezet worden zo te noemen: "droneschip" of "droneonderzeeër".

## Framework
Drones worden samengesteld met een framework waarbij deze door de keuzevariatie aan hardware- en softwarecomponenten (zoals zwermintelligentie en de autopiloot) geoptimaliseerd kunnen worden voor een bepaald doel, zoals in opensource-robotica (en closedsource-robotica). Voor het frame van de drone wordt meestal glasvezelweefsel met carbon, aluminium, metaalschuim, foam of biologische materialen zoals zwamvlok gebruikt en soms gaat daar een laagje plastic over.
De huidige populariteit van UAV's komt door de daling van de prijzen en het gewicht van onder andere camera's, dataopslag, sensoren, GPS, GLONASS, Beidou en radar door massaproductie voor mobiele telefoons en er is ook gecombineerd gebruik mogelijk zoals in dit voorbeeld met een Nokia 1020 waarvan de camera in het UAV framework gebruikt wordt. Een voorbeeld van een geoptimaliseerde drone is de Titan Solara UAV die tot 5 jaar in de lucht kan blijven.

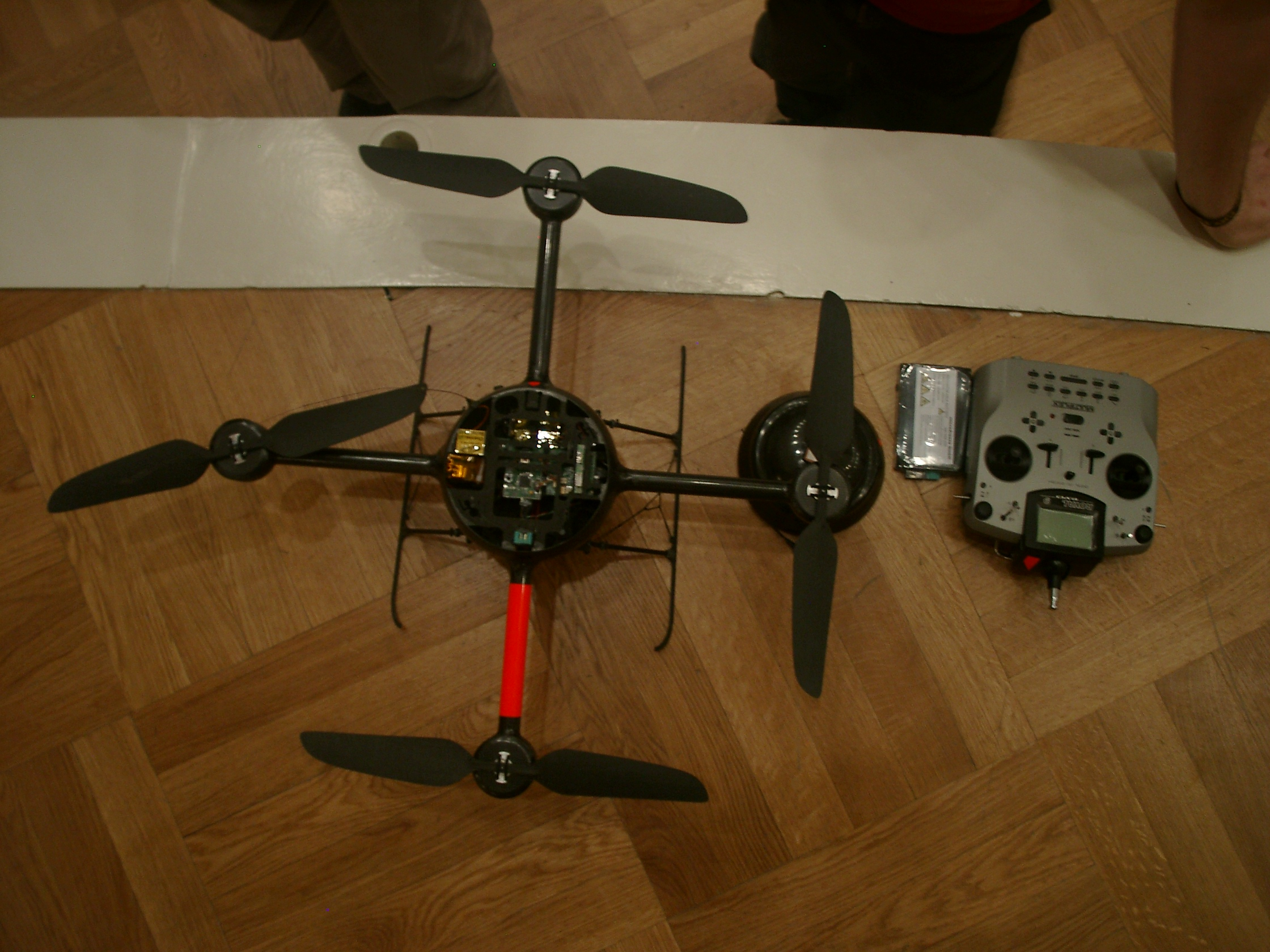
Een commerciële drone met afstandsbediening

Een UAV is meestal voorzien van radiografische besturing met video ofwel first-person view (FPV) via Wi-Fi, radiofrequenties of een satelliet waarbij de beelden van de videocamera te zien zijn op het grondstation. Onderzoekers aan de Zhejiang University in Hangzhou, China demonstreerden een drone die werkt met een brain-computer interface gebaseerd op elektro-encefalografie voor de aansturing, evenals de University of Minnesota en de University of Texas. Er zijn ook versies met een head-mounted display.
Qua vliegtechniek onderscheidt men het onbemande vliegtuig en de onbemande helikopter (rotor-UAV, RUAV), de configuratie zoals de bi-copter, tri-copter, quadcopter, hexacopter, octocopter, fixed wing of flexible wing plane. In het geval van twee rotoren kunnen die beide bovenop zitten, of er is, zoals bij de meeste bemande helikopters, bovenop een grote rotor, en een kleinere staartrotor.
Een Vertical Take-Off and Landing (VTOL) Unmanned Aerial Vehicle (VUAV), ofwel VT-UAV, is een onbemand luchtvaartuig dat verticaal op kan stijgen, op één plek boven de grond kan zweven en weer verticaal kan dalen en landen.
Sommige drones zijn voorzien van een automatische parachute en er gaan stemmen op om dit in Frankrijk te verplichten voor RPAS boven 4 kg boven bewoond gebied, de parachute moet dan binnen 15 meter open zijn. Sinds 2011 gebruikt AiroboticsGEO de Aeronautics Sys Orbiter 2B, die gebruikelijk landt met een parachute. De nauwkeurigheid van de landing ligt op ongeveer 10 meter. Dit systeem werd ook gebruikt boven Eindhoven in 2012 vanwege de veiligheid die de parachute biedt.

## Civiele markt

### Verenigde Staten
De markt voor alleen civiele toepassingen in de VS zou tegen 2023 een omvang van 10 miljard dollar hebben en volgens de non-profitorganisatie AUVSI zou het binnen 3 jaar 70.000 banen opleveren in de Amerikaanse markt met een waarde van 13,6 miljard, met meer dan 100.000 banen en een markt van 82 miljard in de VS in 2025. De Aerospace States Association heeft een oproep gedaan aan alle belanghebbenden om een voorstel in te dienen waarin persoonlijke privacy, transparantie en werkgelegenheid meegenomen worden. In 2017 zullen er naar verwachting in de VS 10.000 commerciële drones rondvliegen.
De Federal Aviation Administration heeft op 15 februari 2012 met de FAA Modernization and Reform Act of 2012 opdracht gekregen van het Amerikaans Congres om de UAV uiterlijk in september 2015 in het nationale luchtvaartruim te integreren en heeft op 7 november 2013 een Roadmap hiervoor gepubliceerd. Tot er nieuwe regulering is van de FAA is elk commercieel gebruik zonder ontheffing in de VS verboden waardoor sommige bedrijven uitwijken naar landen zoals Engeland, Frankrijk en China die nieuwe wetgeving ontwikkeld hebben die commercieel en niet-commercieel gebruik toestaat.
Een aanvraagverwerking voor ontheffing op het verbod bij de FAA duurt maximaal 2 maanden en per 15 februari 2013 zouden er landelijk 327 COAs (ontheffingen) afgegeven zijn voor gebruik boven 400 voet, organisaties zoals de ACLU die zich bezighouden met burgerrechten en privacy hebben de FAA gevraagd om de namen van de bedrijven met een ontheffing vrij te geven maar dat werd afgewezen. Op 10 januari 2013 startte de EFF een Freedom of information act-rechtszaak waarna de FAA een lijst vrijgaf.
Een belangrijke fabrikant van drones in de Verenigde Staten is General Atomics Aeronautical Systems (GA-ASI). Dit bedrijf produceert de MQ-9 Reaper-drones.

### Europa
In Europa heeft de Europese Commissie een stuurgroep opgericht om het Europese luchtruim open te stellen voor civiele drones in een Staff Working Paper op 4 september 2013 met de naam "Towards a European strategy for the development of civil applications of Remotely Piloted Aircraft Systems”, volgens de plannen zal er een European Steering Group (ERSG) ofwel Europese RPAS (Remotely Piloted Air Systems) stuurgroep opgericht worden met als doel het Europese luchtruim tegen 2016 open te stellen voor drones. De EU heeft CIRCABC en een portal voor RPAS geopend. Op 8 april 2014 publiceerde de Europese Commissie Een nieuw tijdperk voor de luchtvaart. De PPS SESAR Joint Undertaking is bezig met Eurocontrol en ICAO (de air navigation service providers en Civil Air Navigation Services Organization) voor de toelating van RPAS in het luchtruim. De Europese UAV-industrie doet hiervoor aanbevelingen via organisaties zoals UVS-international.
Op 31 maart 2014 deed de Europese dienst voor extern optreden een voorstel om de ERSG over te nemen voor de integratie van militaire RPAS in het Europese luchtruim.
De EASA is de organisatie voor de Europese regelgeving voor de civiele luchtvaart en deze werkt samen met de nationale luchtvaartorganisaties zoals de Federale Overheidsdienst Mobiliteit en Vervoer in België en de Inspectie Leefomgeving en Transport in Nederland. EASA-certificaten zijn geldig in alle Europese landen. Eurocae werkt aan de Europese standaard WG-73 UAV Systems. De adviesorganisatie JARUS publiceerde Certification Specification for Light Unmanned Rotorcraft Systems (CS-LURS) bestaande uit twee boeken – Boek 1 Airworthiness Code en boek 2 Acceptable Means of Compliance in oktober 2013. Op 16 december 2013 bracht de Italiaanse overheid via Ente Nazionale per l'Aviazione Civile (ENAC) de eerste versie van de richtlijn uit voor civiel gebruik in Italië.
In Nederland is de UAV-belangenorganisatie DARPAS actief en in België BeUAS.

#### Nederland
In ontwikkeling of in productie in Nederland:
- Higheye HE60, Cam helicopter[41]
- Verhagen X2[42]
- Geocopter B.V.[43]

Ook allerlei vormen van onderzoek, met als onderwerp of als middel de (R)UAV, profiteren van de nieuwste ontwikkelingen en mogelijkheden. Het Nationaal Lucht- en Ruimtevaartlaboratorium (NLR) ondersteunt op nationaal en internationaal niveau alle ontwikkelingen op (R)UAV gebied, van technische ontwikkelingen en operaties tot regelgeving en certificatie.
Een licht onbemand luchtvaartuig in de Nederlandse wetgeving heeft een totale startmassa van niet meer dan 150 kg en een maximumsnelheid van 129,64 km/u (70 knopen). Als dit recreatief gebruikt wordt, valt het onder de regeling modelvliegtuigen en is het gebruik toegestaan. Commercieel gebruik is verboden bij wet en resulteert in inbeslagname en een boete. Voor commercieel gebruik is een Tijdelijk en uitzonderlijk gebruik (TUG) ontheffing van Gedeputeerde Staten verplicht en kan er ontheffing aangevraagd worden voor het verbod bij de Inspectie Leefomgeving en Transport. Een vliegtuigregistratienummer (BvL), een Bewijs van luchtwaardigheid (BvL), een veiligheidsmanagementsysteem (VMS), een afgeronde UAV ground school course, een geluidscertificaat, een Bewijs bevoegdheid (BvB) en een verzekering is dan verplicht. Omdat de eisen voor BvL, geluidscertificaat en BvB nog niet zijn gespecificeerd is hiervoor een ontheffing verkrijgbaar. Alleen het geven van instructie in het (recreatief) modelvliegen is tegen vergoeding / beroepsmatig toegestaan. Een ontheffing is feitelijk een toestemming voor een vliegplan waarin staat waar, wanneer en op welke hoogte een UAV gevlogen wordt.
Probleem is echter de wet- en regelgeving, die nog niet duidelijk is. Hoewel er wel experimentele vluchten zijn uitgevoerd boven bijvoorbeeld steden tijdens voetbalwedstrijden (26 februari 2012 Eindhoven) en grote publieke evenementen (30 april 2012, Eindhoven).
De Technische Universiteit Delft lanceerde in 2013 het Drone Autopilot System Paparazzi als opensourcesoftware, het systeem is gebaseerd op de Lisa/S chip.

### China

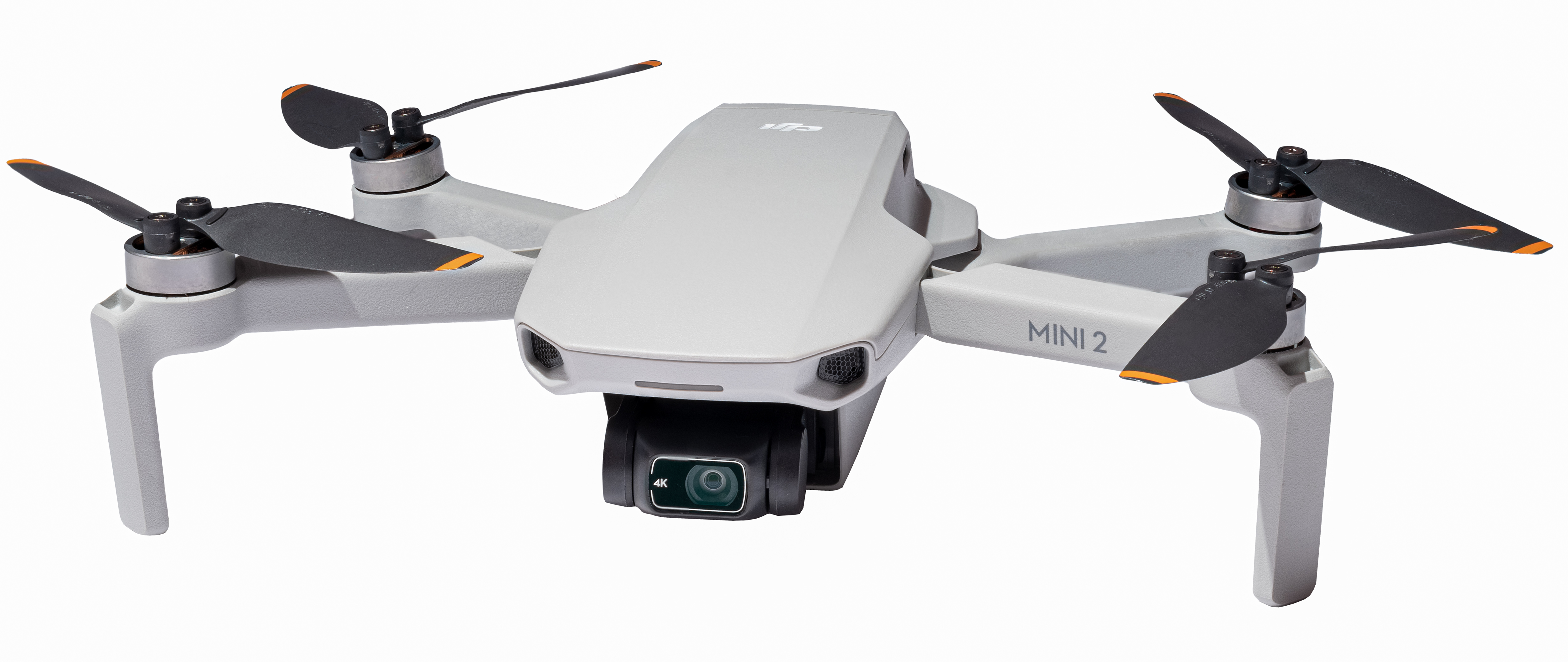
Een DJI Mini 2, een drone voor recreatief gebruik

Chinese dronefabrikanten produceren honderden types drones, en hadden in 2018 bijna 80% van de wereldmarkt in handen. Enkele belangrijke spelers zijn Da-Jiang Innovations (DJI), AEE, Xaircraft (极飞), Ehang, Yuneec (昊翔), Walkera(华科尔), PowerVision (臻迪) en Zerotech (零度智控). Amerikaanse veiligheidsdiensten waarschuwden voor mogelijke spionage, omdat Chinese drones gegevens kunnen doorseinen naar servers in China. De Belgische minister van binnenlandse zaken Annelies Verlinden liet op 15 december 2021 in het Parlement weten dat de politie voorzorgen neemt bij het gebruik van hun DJI-drones.

## Overheid

### Militaire toepassing
Voor zover bekend is Israël het eerste land dat een drone voor militaire doeleinden heeft ingezet. In 1968 werd door de Israëlische majoor Shabtai Brill een speelgoedvliegtuig omgebouwd en met een camera uitgerust, om de militaire posities van Egypte over het Suezkanaal te observeren.
Voor de huidige gekende inzet van drones werd in het verleden reeds frequent gebruikgemaakt van uitgerangeerde oude toestellen die tot een vorm van drone werden omgebouwd. Ze dienden hierbij dan als doelvliegtuig bij de opleiding van jachtpiloten. Op deze wijze konden van op afstand bestuurde reële toestellen met live munitie beschoten worden. Tussen 1937 en 1940 werkte het Meetgebouw op de Waalsdorpervlakte aan het maken van zend-, ontvang- en besturingsapparatuur gekoppeld aan een ALKAN automatische piloot om een Fokker C.VIIIw watervliegtuig van de Marine Luchtvaartdienst om te bouwen tot onbemand op afstand bestuurbaar doelvliegtuig.

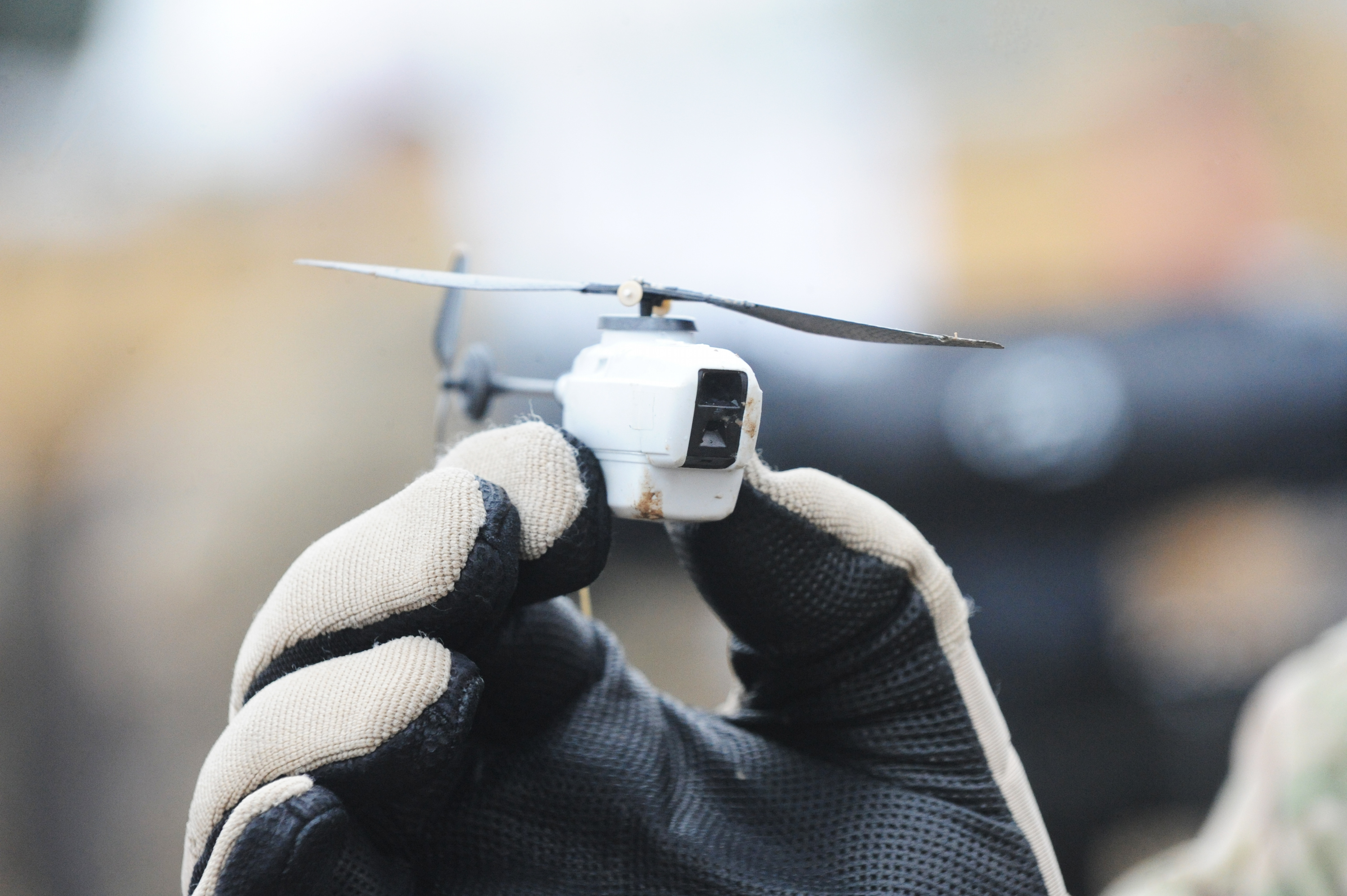
De Black Hornet-nanohelikopter (UAV)

Een belangrijke toepassing van de UAV is voor militaire doeleinden door speciale eenheden. Op een hoogte van 300 meter zijn ze vanaf de grond al onzichtbaar met het blote oog en nagenoeg onhoorbaar. Uitgerust met een ARGUS-IS-camera is er een HD-livestream van 55 vierkante kilometer, waarmee via "pattern-of-life data" personen afzonderlijk gevolgd kunnen worden. Observatie betreft vaak waarneming ter verkenning, waaronder militaire verkenning met een Unmanned Reconnaissance Aerial Vehicle (URAV). De RQ-4A Global Hawk en de MQ-4C Triton kunnen op 18.000 meter hoogte een persoon bij bewolkt weer volgen.
Uitgerust met nachtzichtapparatuur zoals een infraroodcamera met zender voor het live doorstralen van de beelden, zijn deze helikopters ook 's nachts goed inzetbaar voor onopvallende surveillance van een gebied, met als belangrijk voordeel de veiligheid van de menselijke bestuurders. Sommige modellen zijn ontwikkeld om eruit te zien als een vogel zoals de Prioria Robotics Maveric met een cardanische ophanging voor de camera en de Black Hornet Nano. Belangrijk voordeel van deze machines is hun geringe afmeting.
Uitvoeren van aanvallen kan door het afschieten van munitie (het toestel wordt dan wel een Unmanned Combat Aerial Vehicle, UCAV, genoemd) of met een kamikazedrone, voor een eenmalige aanval. Een loitering drone is een kamikazedrone die een tijdje zelfstandig rondvliegt tot een operator het systeem op een doel afstuurt. Door de geringe afmetingen van de drone is de kans klein dat de tegenpartij deze bij dat rondvliegen vernietigt. Voorbeelden zijn de 300- en 600-versie van de AeroVironment Switchblade.

### Unmanned combat aerial vehicle (UCAV)

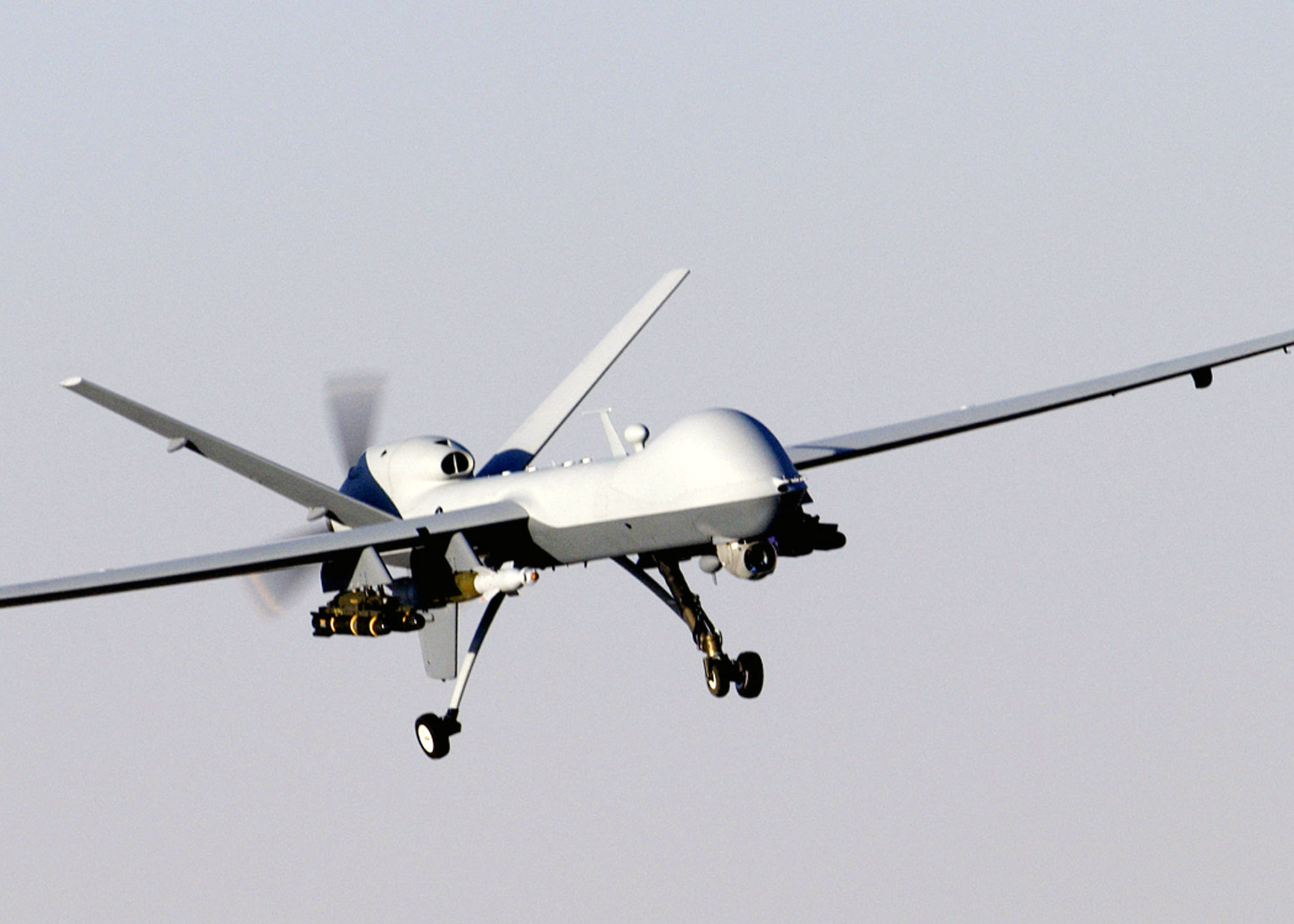
Een Amerikaanse MQ-9 Reaper in Afghanistan

UCAV's, waarvan Israël pionier was, kunnen uitgerust zijn met lasergestuurde wapensystemen.
Een voorbeeld van een aanvalsdrone is de Amerikaanse MQ-1 Predator, die grond- en luchtdoelen kan aanvallen. UCAV's zijn onder meer ingezet in de oorlog in Irak, de oorlog in Afghanistan en in de grensgebieden van Pakistan. Op 1 januari 2009 zouden twee kopstukken van de terreurorganisatie Al Qaida in noordelijk Pakistan door de inzet van een bewapende drone van het type MQ-9 Reaper zijn gedood.
Turkije is in de jaren '20 de macht in opkomst als het gaat om de bouw en uitrusting van militaire drones. Het zet die ook in bij conflicten in de regio, zoals in Libië en in Nagorno Karabach. Het levert de toestellen ook aan bevriende naties, zoals Marokko. Sedert de Russische invasie van Oekraïne sinds 2022 hebben vooral Oekraïne maar ook Rusland de drone-oorlogvoering verder ontwikkeld.

#### Voordelen
Een UAV is vaak goedkoper in aanschaf en gebruik dan een bemand luchtvaartuig. In gevaarlijke situaties (zoals vaak bij militair gebruik) is een voordeel dat er bij neerstorten en neerschieten alleen materiële schade is. Dit voordeel wordt ook veel uitgebuit en UAV's worden op missies gestuurd die met bemande toestellen niet eens overwogen zouden worden. Dit resulteert in een relatief groot aantal neergehaalde toestellen. Zo zijn tijdens de 78 dagen durende Operatie Allied Force in totaal 25 UAV's neergestort.

#### High tech
Vooral onder impuls van de inzet van drones bij de Russische invasie van Oekraïne sinds 2022 werden de tuigen steeds gesofistikeerder. Drones kunnen gecombineerd worden in zwermen, of geminiaturiseerd. In 2024 verschenen drones met een fiber-optisch ‘verlengsnoer’ dat wordt uitgerold tijdens de vlucht, zonder risico van verstoring door jamming-apparatuur. Bovendien zijn bekabelde drones onzichtbaar voor de meeste detectieapparatuur. De spoel bevat meer dan 10 kilometer aan kabel, waardoor de drone over aanzienlijke afstanden kan opereren terwijl het verbonden blijft met de bestuurder. Vanaf 2025 werd bovendien gebruik gemaakt van kunstmatige intelligentie, zoals bleek bij de Operatie Spinnenweb van 1 juni 2025. Normaal gesproken wordt een FPV-drone bestuurd door een menselijke operator op afstand, via radiografische besturing. Als de radiosignaalverbinding wegvalt, doordat de drone buiten radiobereik vliegt, het signaal door de vijand wordt verstoord of de apparatuur uitvalt, kan een ingebouwd Al-systeem de controle overnemen. De drone kan dan verder vliegen naar het doelgebied volgens een voorgeprogrammeerde route, het gebied scannen voor geschikte doelen, en autonoom ontploffen bij inslag.

#### Volkenrecht
Volgens de Commissie van advies inzake volkenrechtelijke vraagstukken gelden voor inzet van een bewapende drone dezelfde regels als in het geval van een bemand vliegtuig.

#### Kritiek op inzet
In mei 2009 kwam er verzet van de zijde van mensenrechtenactivisten in de Verenigde Staten tegen het gebruik van dergelijke vliegtuigen omdat de inzet ervan, in Afghanistan en Pakistan, zou plaatsvinden zonder waarschuwing aan de burgerbevolking, waardoor er bij ander gebruik dan voor verkenningsdoeleinden onbedoelde slachtoffers zouden vallen. Ook vanuit de getroffen landen zelf komt er om die reden soms scherpe kritiek op de inzet van drones.

#### Beperkingen
De belangrijkste beperking van UAV's is de noodzaak tot zeer frequente communicatie. Waar een piloot in een noodgeval beslissingen kan maken zonder continu zijn meerdere in te lichten moet zelfs een relatief autonome (R)UAV regelmatig communiceren met zijn thuisbasis. Deze noodzaak is nog sterker aanwezig bij (R)UAV's die vanaf afstand direct bestuurd worden.

### Verenigde Staten
De Joint Special Operations Command is in de VS verantwoordelijk voor de gewapende of ongewapende militaire inzet van drones.
Een sheriff uit Montgomery, Texas gaf aan met een subsidie van het Department of Homeland Security een drone te willen met traangas, rubberen kogels en een taser.
Standaard kunnen drones gebruikt worden met gezichtsherkenningssystemen, vingerafdrukherkenning, irisscanner, automatische kentekenplaatherkenning, thermografische of FLIR-camera's, nachtzichtapparatuur en Wireless LAN sniffers waardoor een groot aantal staten in de VS via wetgeving uit privacy- en transparantieoogpunt elk gebruik door opsporende instanties blokkeren of onder specifieke voorwaarden toestaan.
Om de rechten van burgers op het gebied van privacy te waarborgen is er door de ACLU een rapport met aanbevelingen voor het gebruik van drones door overheden ingediend.

### Nederland
In Nederland heeft de '107 Aerial Systems Battery', onderdeel van het Joint ISTAR Commando van het ministerie van Defensie 75 Ravens en 12 ScanEagles.
In 2016 worden deze aangevuld met vier MQ-9 Reapers die voorzien kunnen worden van verschillende soorten wapens waaronder de AGM-114 Hellfire of een lasergeleide bom (LGB). De MIVD heeft het verbod op het maken van foto's en video's vanuit de lucht per 1 juni 2013 ingetrokken.
In Nederland kunnen alle civiele autoriteiten zoals hoofdofficieren van Justitie, de 25 directeuren van de Veiligheidsregio's en burgemeesters zonder rechterlijke toetsing militaire drones inzetten.
Voor zakelijk en particulier gebruik gelden in Nederland ook regels.

#### Privacywetgeving
Het Wetsvoorstel flexibel cameratoezicht met o.a. militaire drones is in fase 3 aan de Tweede Kamer voorgelegd waarin De bestaande mogelijkheid tot inzet voor cameratoezicht in de openbare ruimte in artikel 151c van de Gemeentewet wordt verruimd met een mogelijkheid tot inzet van tijdelijk en flexibel cameratoezicht in een vooraf aangewezen gebied (veiligheidsrisicogebied) voor de duur van maximaal drie maanden.

#### Ordediensten
Het gebruik van UAV's door ordediensten zoals de politie en de Koninklijke Marechaussee neemt toe. De militaire Ravens worden ingezet voor toezicht op verkeersstromen. In september 2013 werd bekend dat soms weken achtereen met cameravliegtuigjes boven woonwijken gevlogen wordt zonder dat burgers dit weten. Gedurende de maand december 2013 heeft burgemeester Eberhard van der Laan geheel Amsterdam-Noord onder controle van defensie gesteld tegen inbraken. Op 31 december 2013 werd op verzoek van de burgemeester van Veen tussen Nijmegen en Waalwijk een Raven van defensie ingezet ter opsporing. Het OM van Curaçao zet voor 3 maanden in 2014 een Raven in om roofovervallers te volgen.
Indien de politie eigen drones inzet, vallen deze onder de regeling geheim cameratoezicht en dit is in de huidige vorm bij wet verboden. Door deze politietaken door defensie uit te laten voeren, is het probleem opgelost. Volgens het Ministerie van Justitie en Veiligheid zou er drie keer per week een drone gelanceerd worden, afhankelijk van het type kan een drone tot 20 dagen in de lucht blijven. Volgens Minister Ivo Opstelten van Veiligheid en Justitie heeft de politie wel een aantal onbemande vliegtuigjes, maar die worden enkel gebruikt voor „innovatiedoeleinden en onderzoek”, op termijn komt er een speciale drone-eenheid voor de politie. Vanwege het belang in het gebruik van een gewone UAV als bijzonder opsporingsmiddel worden er in het algemeen geen toelichtingen gegeven.

#### Defensie
Op de Luitenant-generaal Bestkazerne in Vredepeel is het onderdeel van het Defensie Grondgebonden Luchtverdedigingscommando, het Joint Nucleus Counter-UAS Test Center ondergebracht. Het centrum houdt zich onder meer bezig met bestrijding van dreigingen vanuit de lucht, waaronder drones.

### België
In België werd de Europese regelgeving verduidelijkt in het K.B. “Drones” van 8 november 2020 en latere wijzigingen. Drone-operatoren moeten zich registreren, en drone-operaties worden verdeeld in drie categorieën, op basis van het risiconiveau van de opdracht. Er wordt geen onderscheid gemaakt tussen recreatieve en professionele doeleinden. Het K.B. Drones is niet van toepassing op de politie. 
Het Belgische Luchtcomponent van Defensie beschikt over 12 B-hunters vanaf de Vliegbasis Florennes, bij het 80e squadron UAV. Eind 2021 werden daar bovenop 4 MQ-9B SkyGuardian besteld bij de Amerikaanse leverancier.

### Europa
Voor de beveiliging en bewaking van de landsgrenzen heeft de EU aangegeven dat voor grensbewaking de Medium Altitude Long Endurance (MALE) UAV's van militaire kwaliteit met een vluchttijd van 24-48 uur en een vlieghoogte van 10.000 tot 30.000 voet de beste optie is.

### Andere landen
Intussen produceren meer dan 60 landen drones, die veelal ook militair zijn ingezet. In Turkije worden onder meer de Bayraktar TB2- en de TAI Anka-drones geproduceerd.

## Wereldwijd
In 2013 is ook de Veiligheidsraad van de Verenigde Naties overgegaan tot het gebruik van 5 Italiaanse Selex ES Falco-drones. Wereldwijd zijn er 40 landen die drones gebruiken.
Het aantal civiele toepassingen groeit ondertussen snel. Een relatief nieuwe ontwikkeling in onbemande surveillance voor zowel militair als civiel gebruik is de toepassing van automatisch vliegende minihelikopters (mini-RUAV's) zoals de quadcopters en de Parrot AR.Drone.

## Mogelijkheden
Buiten de militaire toepassingen van UAV waarmee drones het meest worden geassocieerd zijn er talrijke civiele toepassingen waaronder luchtfoto's van gewassen, acrobatische camerahoeken voor films, luchtfotografie, zoek- en reddingsoperaties, het inspecteren van hoogspanningsleidingen en pijpleidingen, het inspecteren van gebouwen en olieplatformen, het beschermen en tellen van wilde dieren en het leveren van pakketten of medische voorraden in afgelegen of anderszins ontoegankelijke gebieden.

### Infrastructuur

#### GIS
Drones worden ingezet om het geografisch informatiesysteem te voorzien van nieuwe kaartlagen zoals in OpenStreetMap. Bij orthofotografie is er een correctie voor het topografische hoogteverschil, lensvertekening en de camerahoek.

#### Wegennet
Om het verkeersverloop en het ontstaan van files op de weg te traceren op het wegenverkeersnet worden er drones ingezet door het Michigan Tech Research Institute en het Department of Transportation.

#### Waterwegen
De Inspectie Leefomgeving en Transport controleert containerschepen en andere vaartuigen op het Nederlandse water met behulp van drones.

#### Bruggen
UAV's worden ook ingezet om opnames te maken van bruggen voor inspectie zoals bij de Köhlbrand Brug in Hamburg.

#### Pijpleidingen
UAV's worden ingezet voor pijpleidingtrajectplanning en voor monitoring van bestaande pijpleidingtrajecten.

#### Rioolinspectie
Drones worden ingezet voor rioolinspecties om schades op te sporen en om drugs- en DNA-monsters te nemen.

#### Hoogspanningsleidingen
New Mexico State University en het Electric Power Research Institute (EPRI) gebruiken onbemande vliegtuigen om stormschade op de elektriciteitsdistributiesystemen te beoordelen.

#### Zendmasten
Voor de inspectie van telecomzendmasten zijn drones inzetbaar.

### Klimaatonderzoek
UAV's worden ook toegepast voor onderzoek naar vulkanen en klimaatonderzoek in de hogere luchtlagen. Ook hierbij bieden ze verschillende voordelen tegenover gebruikelijke luchtvaartuigen om metingen te verrichten. Zo kunnen ze hoger vliegen en langer in de lucht blijven dan bemande vliegtuigen en zijn ze ook nog eens tot een factor 10 goedkoper.

### Opsporen van radioactieve bronnen
Rosgidromet gebruikt een drone om radioactieve bronnen van nucleaire ongelukken op te sporen door het meten van gamma- en röntgenstraling.

### Archeologie
In Peru gebruiken archeologen drones om het onderzoekswerk te versnellen en ter bescherming van gebieden tegen inbezitnemers, bouwers en gravers. Kleine drones hielpen de onderzoekers met het produceren van driedimensionale modellen van de Peruaanse plaatsen ter vervanging van de gebruikelijke vlakke kaarten en dit in dagen tot weken in plaats van maanden tot jaren.
In 2013 werden de drones op ten minste zes Peruaanse archeologische vindplaatsen ingezet waaronder het koloniale Machu Llacta.

### Bescherming van wilde dieren
Drones worden in wildparken ingezet om stropers op te sporen zoals in het South African game reserve om de neushoorn te beschermen.

### Vogels
2008 - De Horck verjaagt vogels op Schiphol. In 2011 werd de SmartBird gedemonstreerd met een natuurlijke vogelslag. Er zijn drones om andere vogels weg te jagen van luchthavens zoals de Robird en er zijn drones zoals de Bionic Bird met geheugenmetaal als actuator om samen met andere vogels te vliegen. Op de IMAV 2014 werden verschillende benaderingen van flexibele vleugels gepresenteerd.

### Journalistiek
Dronejournalistiek is het gebruik van drones of onbemande luchtvaartuigen voor journalistieke doelen. Het gebruik van drones voor het verzamelen van informatie in de journalistiek is vrij nieuw. Er zijn twee universitaire journalistieke programma's die deze toepassing testen binnen het journalistieke vakgebied, namelijk het Drone Journalism Lab sinds november 2011 aan de University of Nebraska-Lincoln en het Drone Journalism Program aan de University of Missouri.
In een artikel in Quill Magazine van de Society of Professional Journalists stelde Matt Waite als journalist dat hij ethische vragen over dronejournalistiek benaderde door eerst na te gaan of de vraag zelf niet al eerder was behandeld, omdat veel van de vragen in de discussie over dronejournalistiek al eerder zijn besproken met betrekking tot het gebruik door journalisten van telelensfotografie en helikopters. Verder stelde hij de vraag: "Is dit een nieuw ethisch probleem, of een oud ethisch probleem met nieuwe techniek?"

### Cinematografie
Met de komst van drones is het mogelijk om luchtbeelden te maken. Met een drone kan je van de grond en binnenruimte tot in de lucht filmen. Met een helikopter is dit over het algemeen niet mogelijk. Buitensporten kunnen van dichtbij gefilmd worden. Vroeger werden in de particuliere en semi-professionele markt hier veelal GoPro-camera's voor gebruikt. Echter zakte, met de komst van drones met ingebouwde camera's, het aandeel van GoPro-camera's in de dronemarkt. Tegenwoordig wordt in dat segment veelal gebruikgemaakt van gepatenteerde camera-systemen als DJI's Gimbal Camera, GoPro's Karma Systeem of Yuneec's CGO Camera.

### Bouwtoezicht
Voor het monitoren van bouwputten voor bouwtoezicht en het maken van foto's m.b.t. de vorderingen op een bouwproject.

### Gebouwinspectie
- 3D imaging system met 3D modeling met de opensource-VisualSFM[141][142] software voor gebouwen door de Universiteit van Granada.[143][144]
- Autodesk 123D met de Octocopter[145]

### RFID
Drones worden uitgerust met een RFID-lezer om op bedrijfsterreinen of in bedrijfshallen voorraden op te sporen.

### Remote sensing
UAV remote sensing gebeurt door het gebruik van elektromagnetisch spectrum sensoren, gamma-ray sensoren, biologische sensoren en chemische sensoren. De elektromagnetische sensoren van een UAV bevatten meestal het zichtbare spectrum, infrarood of nabij-infraroodcamera's en synthetische apertuurradar systemen. Andere elektromagnetischegolfdetectoren zoals microwave en ultraviolettespectrumsensoren kunnen ook worden gebruikt maar zijn zeldzaam, zie ook spectrometer. Biologische sensoren kunnen gebruikt worden voor detectie van verschillende micro-organismen en andere biologische factoren in de lucht. Chemische sensoren gebruiken laser-induced breakdown spectroscopy om de concentratie van elk element in de lucht te analyseren.
De universiteit Wageningen lanceerde het Unmanned Aerial Remote Sensing Facility (UARSF) voor het bewaken van de ontwikkeling van landbouwgewassen, kwaliteit van de leefomgeving en stedelijke warmte-efficiëntie.

### Landbouwkundige vegetatiebewaking
UAV's worden gebruikt voor landbouwkundigevegetatie bewaking. en het bespuiten met chemicaliën tegen onkruid. Voor landbouwgewasbewaking worden near-infrarood (NIR) afbeeldingen gebruikt. De US Agricultural Research Service en Science Applications International Corp reduceerden de kosten van deze Near-infrared spectroscopy toepassing door een standaard 12-Mpixelcamera onder de UAV te hangen die geen interne hot-mirrorfilter bevatte voor het blokkeren van het NIR-spectrum en voegden daarna een optisch filter met Wratten nummer toe om NIR over te houden.
Het Tasmanian Institute of Agriculture voor melkveehouderij gebruikt een octocopter voor het meten van de gezondheid van de vegetatie door middel van thermische, multispectrale, hyperspectrale, beeldcamera's en laserscanners voor het onderzoeken van gewassen, het controleren op ziekte en plantenstress, bodemvochtigheid en irrigatieproblemen en om te zien waar kunstmest of precisiebestrijdingsmiddel nodig is. Het Canberra UAV Outback Challenge team heeft een afbeeldingendoorzoekalgoritme ontwikkeld waarmee tevens afbeeldingen van deze percelen doorzocht kunnen worden op objecten. Voor precisielandbouwbeheer wordt er naast multi-spectrumopnames ook gebruikgemaakt van het geo-referenced mosiacs systeem om die over een luchtfoto te plaatsen.
Het door de European Space Agency (ESA) gefinancierde project BioScope van TerraSphere, AeroVision, Aurea Imaging en Lippmann Research is opgezet voor UAV-monitoring in de precisielandbouw en natuurbeheer.

### Hulpdiensten
Hulpdiensten gaan over tot onbemande systemen om te helpen bij gijzelingen, opsporing, reddingswerk en brandbestrijding met kleine UAV's die binnen gebouwen kunnen navigeren.

#### Ambulancedrone
Ambulancedrones zijn in de testfase waaronder de Defikopter en het Living tomorrow project om medicatie, een defibrillator of reanimatiehulpmiddelen af te leveren.

#### Telefoonopsporing
De technische Universiteit van Lausanne in Zwitserland gebruikt drones om mobiele telefoons op basis van wireless op te sporen na een lawine of aardbeving. Een IMSI catcher versie is in ontwikkeling.

#### Pepperspray drone
Het Zuid-Afrikaanse Desert Wolf heeft een drone met stroboscoop ontwikkeld die in opdracht van de bestuurder verfballen, peppersprayballen of rubberen kogels af kan vuren voor crowd control.

#### Taser drone
- 2011 - De ShadowHawk Unmanned Aerial Vehicle taser drone uit Texas.[166]
- 2014 - Een bedrijf uit Austin demonstreerde de CUPID, een hexacopter met een 80 000 volt taser.[167]

### Bevoorrading
- De MQ-8B Fire Scout en de Urban Aeronautics AirMule[168] kunnen troepen bevoorraden.
- De Verenigde Arabische Emiraten testen een drone met vingerafdrukherkenning[169] en irisscanner-sensors voor de aflevering van ID-kaarten en rijbewijzen.[170]
- De multirotor Domicopter voor het afleveren van pizza's.[171]
- Francesco's Pizzeria in Mumbai testte een pizzakoerierdrone.[172]
- DoDo Pizza in Syktyvkar voor het afleveren van pizza's.[173]
- De Amazon Octocopter (multirotor) voor het afleveren van bestellingen.[174]
- UPS voor het afleveren van bestellingen.[175]
- DHL voor het afleveren van bestellingen.[176]
- Guangdong XAircraft gebruikt 500 drones om pakjes af te leveren in Dongguan en Huizhou.[177]

### Spel, hobby en sport
Een modelvliegtuig is ook een UAV en wordt gebruikt voor spel, hobby, en sportdoeleinden.
Voor drones wordt er ook een wereldkampioenschap droneracen georganiseerd. Drones moeten daarbij met hoge snelheid een parcours afleggen.

### Robot competition
Ook academische instituten gebruiken het competitie-element via wedstrijden waarbij de meeste teams een compleet nieuw ontwerp maken. Deze UAV-wedstrijden worden vaak vermeld onder "Robot competition" in plaats van modelvliegtuigsport.

### Dronespotters
Dronespotters hebben net als in vliegtuigspotten als hobby het volgen van de bewegingen van drones. Er zijn lijsten met staartnummers van enkele bekende dronefabrikanten en ook silhouetten en afmetingen worden gebruikt voor herkenning.

### Crowdsourcing
De organisatie ESA gebruikt crowdsourcing om de ervaringen van een grote groep onbekende gebruikers bij te laten dragen in de ontwikkeling van een drone die zelfstandig beter om kan gaan met zijn omgeving. Daarvoor is een drone uitgezocht waarvan er veel zijn verkocht, in dit geval de Parrot AR.Drone, waarvan er per 2013 meer dan 500.000 zijn verkocht en is er een applicatie gemaakt voor op de mobiele telefoon of tablet, in deze simulatie kan de drone dokken of aanmeren bij het ISS.

## Opleiding

### VS
Op de Holloman Air Force Base in Nieuw-Mexico worden de operators van de drones opgeleid. Hun aantal overtreft sinds 2011 ruimschoots het aantal conventionele piloten dat de luchtmacht van de Verenigde Staten opleidt. Per 2013 worden er in de USA aan 32 universiteiten of colleges opleidingen aangeboden waaronder de Universiteit van North Dakota (UND) en de Kansas State Universiteit. De Unmanned Vehicle University (UVU) doet het aanbod geheel online waarbij naast cursussen ook een master of doctoraal gehaald kan worden. Men verwacht dat er in de VS in de jaren 2014-2016 70.000 banen worden gecreëerd.

### Engeland
Het United Kingdom Astronomy Technology Centre, Granfield University, Universiteit van Cambridge, University of Southampton inclusief het ontwerpen van een UAV.

### Nederland
Binnen Nederland zijn een aantal, door de overheid aangewezen, vliegscholen actief in het opleiden van dronepiloten. De Inspectie Leefomgeving en Transport (ILT) houdt namens het Ministerie van Infrastructuur en Waterstaat toezicht op deze opleiders. Anno december 2021 zijn zes bedrijven en twee schoolorganisaties aangewezen als opleidingsinstelling.
De aangewezen vliegscholen zijn gemachtigd om, namens de Nederlandse overheid, examens af te nemen voor de verplichte EASA-certificaten, die in de Europese wet- en regelgeving zijn geïntroduceerd. Het betreft het EASA A1-A3 en A2 certificaat in de open categorie en het EASA STS-theoriecertificaat in de specifieke categorie.

### MOOC
Er zijn ook een aantal massive open online courses over drones.

### Accreditatie
In de toekomst vallen alle accreditatieorganisaties met opleidingen voor het gebruik van UAV's in Europa onder toezicht van het EASA.

## Onderzoek
Ook overheden ondersteunen het academische onderzoek aan universiteiten naar UAV's zoals de subsidie van £16 miljoen van het Britse Department for Business, Innovation and Skills aan de Engineering and Physical Sciences Research Council, de Engelse variant van de Nederlandse Organisatie voor Wetenschappelijk Onderzoek en het Belgische Fonds voor Wetenschappelijk Onderzoek en het Fonds de la Recherche Scientifique die samenwerken met de European Science Foundation (ESF) en de European Research Council (ERC). De EU geeft subsidies voor RPAS binnen het Horizon 2020-programma en het COSME-programma.

## Testlocaties

### Canada
Canada heeft van oudsher (voor de NAVO) locaties voor het volgen, testen en evalueren van civiele en niet civiele UAV's in Goose Bay, de kust van Newfoundland en Labrador, CFB Cold Lake in het mid-oosten van Alberta, het militaire vliegveld Suffield en het vliegveld van Foremost.

### VS
De FAA heeft op 30 december 2013 zes nieuwe UAV-testsites aangewezen.
1. Griffiss International Airport op de voormalige Griffiss Air Force Base in Rome (New York).[207] door NUAIR.[208]
2. De staat Nevada met de vliegvelden Creech Air Force Base, Nellis Air Force Base, Naval Air Station Fallon, Nevada National Security Site en de Reno Stead Airport.[209]
3. North Dakota met de North Dakota Department of Commerce, Northern Plains Unmanned Systems Authority[210] en de University of North Dakota op de Grand Forks Air Force Base.[211][212]
4. Virginia Polytechnic Institute and State University[213] in een Mid-Atlantic Aviation Partnership met Rutgers University en de University of Maryland.[214] op Fort Pickett[215] bij Blackstone en de NASA locaties Langley Research Center en Wallops Flight Facility.[216]
5. Texas A&M University–Corpus Christi met het Lone Star UAS Initiative[217] en Camber Corporation voor een UAV command and control center[218] op Lone Star Executive Airport bij Conroe.
6. De University of Alaska met 13 testing sites waarvan zes in Alaska vier in Hawaii Pohakuloa Training Area op Hawaii eiland, Oahu met o.a Schofield Barracks, Wheeler Air Force Base en Kualoa Airfield,[219] Pacific Missile Range Facility op Kauai, het eiland Niihau[220] en drie in Oregon: het Economic Development for Central Oregon,[221] Oregon State University en plaatselijke dronebedrijven op Eastern Oregon Regional Airport in Pendleton.[222] Tillamook Airport bij Tillamook en het gebied boven Warm Springs Indian Reservation.[223]

### Frankrijk
Frankrijk doet het volgen, testen en evalueren van civiele en niet-civiele UAV's op de Istres-Le Tubé Air Base bij Istres.

### Engeland
Het voorheen militaire vliegveld Aberporth Airport van de Royal Air Force aan de A487 kustweg in Ceredigion in west Wales bij Cardigan Bay is door het National Aeronautical Centre (NAC) opengesteld voor civiele en niet civiele UAV's, in 2009 werd de baan verlengd van 900 naar 1200 meter en het omvat 1000 vierkante kilometer afgeschermd luchtruim. In 2011 kreeg het van de CAA toestemming om dit testluchtruim uit te breiden naar de Brecon Beacons zodat er buiten Line of sight getest kan worden. Op het nabijgelegen technologiepark ParcAberporth is ook het ASTRAEA-project gevestigd. Dit project om UAV's in het nationale civiele luchtruim te integreren, startte in 2006.
De Britse Civil Aviation Authority (CAA) heeft verklaard dat zij de niet-militaire drones die zwaarder zijn dan 20 kg zal verplichten om een automatisch detectiesysteem te voeren dat andere vliegtuigen kan detecteren en deze ook kan ontwijken maar in veel huidige civiele UAV toepassingen ontbreekt. De CAA heeft ook aangegeven nog op zoek te zijn naar systemen om deze integratie mogelijk te maken.

### Spanje
Spanje heeft de testlocatie El Arenosillo in Huelva opengezet als een ‘Excellence Centre for Unmanned Systems’ (CEUS).

### Denemarken
Het UAS Test Center op Funen krijgt in 2015 een uitbreiding waardoor Beyond Visual Line of Sight-testen mogelijk zijn.

### Noorwegen
Het Andøya Test Center op Andøya binnen de noordpoolcirkel is open voor RPAS-testen.

### Zweden
Zweden heeft zijn Vidsel testlocatie in de noordpoolcirkel opengesteld voor UAV's.

## Schadelijke aspecten
Naast aanvalsdrones kunnen ook andere drones gevaar opleveren, door botsingen en neerstorten, en ook privacy schenden, een en ander opzettelijk of door zorgeloosheid. Bij een luchthaven kan een drone ook veel (economische) schade aanrichten doordat het vliegverkeer stilgelegd moet worden ter voorkoming van een botsing, iets wat zich voordeed in december 2018 bij London Gatwick Airport. Ook bestaat het gevaar voor spionage: drones kunnen camerabeelden doorsturen naar buitenlandse servers, of malware installeren op de telefoons van de gebruiker, en op die manier toegang krijgen tot de computersystemen van de organisatie of het bedrijf.

## Antidrone

### Wirelessdroneaanval
In 2013 werd er door Samy Kamkar een methode gedemonstreerd om in de lucht drones van hetzelfde type over te nemen. Dit was mogelijk omdat de wirelessverbinding van de drone niet door encryptie beveiligd was.

### Laserdroneaanval
De Chinese Academy of Engineering Physics werkt aan een antidrone-laser voor drones tot 500 meter hoogte en een snelheid van maximaal 180 km/h.
Het Amerikaanse Boeing Laser Avenger is een ander antidronelaserproject waarvan ook maritieme versies bestaan.

### RF-stoorzender
Een stoorzender (zoals de Warlock radio frequency jammer) is een zender om het radiosignaal voor besturing of video tussen de drone en het grondstation te verstoren. Stoorzenders zijn in de meeste landen verboden. Als het stuursignaal wegvalt zal de drone in de meeste gevallen in de veilige terugkeermodus gaan en op basis van GPS de waypoints volgen naar het startpunt. Als tegenmaatregel is een opstelling met vier antennes mogelijk.

### Audio drone shield
- Het project Drone Shield 2013 werd opgezet met een Raspberry Pi waarbij een microfoon alle binnenkomende geluiden test op profielen van dronegeluiden in een database waarna het een signaal afgeeft zoals e-mail of een knipperend licht.[236] Het systeem is vergelijkbaar met de Gunfire locator.
- Embedded Acoustics onderzoekt deze versie met toevoeging van een ultrasoonsensor,[237] een techniek die ook gebruikt werd in de Sensefly.[238]

### Droneradar
De droneradar is een vogelradar die ingezet wordt voor het detecteren van drones.

### Camouflage
Adam Harvey en Johanna Bloomfield hebben de kledinglijn Stealth Wear uitgebracht waarbij de gebruikte stof herkenning door FLIR-scanners zou blokkeren.